# Monte do Carmo
Monte do Carmo est une municipalité brésilienne située dans l'État du Tocantins.